# Seniorenrat
Ein Seniorenrat ist ein beratendes, nicht beschließendes Gremium auf Gemeinde-, Kreis- oder Landesebene, um die Interessen der älteren Generation oder besonderer Gruppen von Älteren in den politischen Prozess auf der jeweiligen Ebene einzubringen. Dementsprechend heißen die Gremien: Seniorenrat / Seniorenbeirat der Gemeinde ..., Stadtseniorenrat, Kreisseniorenrat, Landesseniorenrat. In der Regel wird der Rat bei generationsübergreifenden und bei Gesundheitsthemen vor einer Entscheidung des jeweiligen Gebietsparlaments, z. B. einem Gemeinderat, Kreistag, Landtag, angehört. Häufig wird den Räten/Beiräten durch die jeweilige Gemeindesatzung die Teilnahme an den Ausschüssen der jeweiligen Ratsversammlung mit Antrags- und Stimmrecht eingeräumt. Auch in einigen Kirchen- und Parteigliederungen wird der Begriff (allerdings formal unterschiedlich) verwendet.
In Österreich gibt es auf Bundesebene den Österreichischen Seniorenrat. In der Schweiz den Schweizerischen Seniorenrat.

## Deutschland

### Ziele
Seinem Selbstverständnis entspricht sehr oft die aktive Einflussnahme, wie sie in diesen beiden typischen Formulierungen in vielen Publikationen von Räten immer wieder ausgesprochen werden: 

„Der ...seniorenrat tritt für die Interessen älterer Menschen im ...gebiet ein. Dies bedeutet vor allem, sich an der Meinungsbildung und dem Erfahrungsaustausch auf sozialem und wirtschaftlichem Gebiet frühzeitig zu beteiligen.“

So kann das Ziel sein, durch die Mitwirkung z. B. bei der Kreisaltenplanung einen fördernden Einfluss auf die Rahmenbedingungen für die Lebensgestaltung der älteren Menschen zu nehmen, auf die das jeweilige Gremium sonst nicht gestoßen wäre.
Der Seniorenrat ist in der Regel ehrenamtlich, parteilos, konfessionsneutral tätig und verfolgt gemeinnützige Zwecke. Eigenwirtschaftliche Ziele werden nicht verfolgt. Dadurch ist auch eine Organisationsform als gemeinnütziger Verein oft zweckmäßig. Das bedeutet oft auch, dass sich seine Mitglieder aktiv an lokalen Wohltätigkeitsveranstaltungen beteiligen.

### Organisation und Mitgliedschaft
Die Mitglieder werden entweder in Urwahl durch die Altersgruppe gewählt oder als Delegierte von einschlägigen Organisationen entsandt. Das können Verwaltungsgemeinschaften, Verbände, Vereine und in diesem Themenspektrum aktive andere Gruppierungen sein, die für die allgemein gewählten Parlamentarier als Gesprächspartner wichtig sind.
Mitglieder sind Bürger, die selbst das 60., manchmal erst das 55. Lebensjahr vollendet haben.
In einigen Bundesländern wird die Tätigkeit durch die Regierung als Beitrag zum bürgerschaftlichen Engagement systematisch gefördert; z. B. in Baden-Württemberg (bereits seit 1974), Hessen, Niedersachsen, Schleswig-Holstein und Sachsen-Anhalt. Auf dieser Landesebene wird die Arbeit vom Sozialministerium gefördert oder sogar koordiniert. Die Mitgliedsverbände, Mitglieder und Delegierten treffen sich in einem je festen Turnus zur Mitgliederversammlung. Je nach Größe hat der Rat auch einen festen Vorstand. Geschäftsstellen des Landesseniorenrates sind nur zum Teil mit Mitarbeiterinnen in Vollzeit besetzt. Der Landesseniorenrat Baden-Württemberg gibt regelmäßig eine eigene Zeitschrift heraus.
In einigen Regionen werden die entsprechenden oder ähnliche Vereinigungen Seniorenvertretung oder Seniorenbüro genannt.

### Deutschland
- Altersdiskriminierung, Demografische Entwicklung
- Ehrenamt, Öffentlichkeitsarbeit, Sozialarbeit, Seniorentage
- Landesseniorenbeirat Berlin

Bei Parteien:
- „Senioren-Union“ der CDU, „Arbeitsgemeinschaft SPD 60 Plus“ der SPD, „Bundesvereinigung Liberale Senioren“ der FDP, „Grüne Alte“ der Grünen, „Österreichischer Seniorenbund“ der ÖVP

Bundesebene:
- Bundesarbeitsgemeinschaft der Senioren-Organisationen (BAGSO e. V.; die Bundesarbeitsgemeinschaft bündelt alle Senioren-Organisationen in der BRD)

### Österreich
- Österreichischer Seniorenrat

### Schweiz
- Schweizerischer Seniorenrat

## Nicht zu verwechseln mit
Nicht zu verwechseln mit der Gerusia. Sie war ein Ältestenrat im antiken Sparta (Herrschaftsform).